# Скрынский, Николай Георгиевич
Скрынский Николай Георгиевич (27 ноября 1906, Елисаветград, Херсонская губерния — 5 августа 1983, Ленинград) — профессор, ученый, специалист в области торпедного оружия, доктор технических наук (1955 г.), педагог, заслуженный деятель науки и техники РСФСР, участник Великой Отечественной войны, инженер-капитан 1-го ранга, защитник Ленинграда.

## Биография
Скрынский Николай Георгиевич родился 27 ноября 1906 года в Елисаветграде. После окончания Военно-морской академии им. К. Е. Ворошилова в 1938 году, там же продолжил ведение научной и преподавательской деятельности. В первые годы войны с 1941 по 1943 год занимал должность главного минера группы торпедных катеров на Балтийском флоте. Затем с 1943 года был руководителем кафедры торпедного оружия Военно-морской академии.
С 1953 года ушел в отставку, продолжил свою деятельность в НИИ вооружения ВМФ. За время научной деятельности написал более 75 работ.
5 августа 1983 года умер в Ленинграде и был погребен на Ново-Волковском кладбище.

## Награды
- Медаль «За оборону Ленинграда»[3]
- Медаль «За победу над Германией в Великой Отечественной войне 1941—1945 гг.»[4]
- Медаль «За боевые заслуги»[5] 03.11.1944
- Орден Красной Звезды 06.03.1945
- Орден Отечественной войны I степени 21.07.1945
- Орден Красной Звезды 30.04.1947